# Battaglia di Nájera

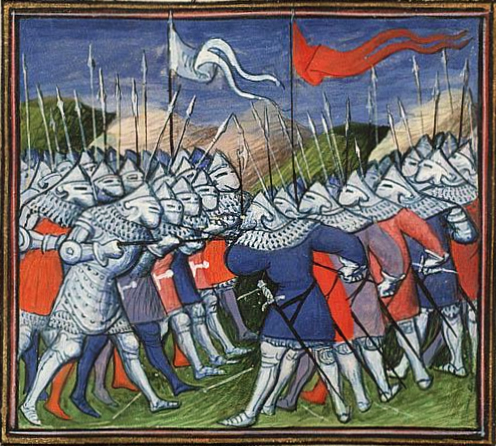
Miniatura della battaglia di Nájera tratta dalle Chroniques di Jean Froissart (secolo XIV)

La battaglia di Nájera conosciuta anche come battaglia di Navarret ebbe luogo il 3 aprile 1367, e fu una battaglia della prima guerra civile castigliana, che insanguinò la Penisola iberica per circa quindici anni (1354-1369) e, fu anche la prima battaglia in cui scesero in campo truppe inglesi e francesi coinvolgendola nella guerra dei cent'anni, tanto che la fase finale (1366-1369) della guerra civile può essere considerata un episodio della guerra dei cent'anni, conflitto (1337-1445) combattuto tra il Regno d'Inghilterra e il Regno di Francia.
Nel 1366, la sollevazione contro il re di Castiglia e León, Pietro il Crudele, guidata da Enrico conte di Trastámara, riprese, e con le truppe dell'alleato, il re di Francia, Carlo V il Saggio, Enrico invase nuovamente la Castiglia. Gli insorti si impadronirono di Toledo e di quasi tutto il regno di Castiglia, esclusa Siviglia e la Galizia ed Enrico venne proclamato re a Calahorra. Enrico di Trastàmara, dopo la conquista di Burgos, nel monastero di Santa María la Real de Las Huelgas, si era proclamato re di Castiglia.
Pietro si era dovuto rifugiare in Portogallo e aveva chiesto aiuto agli inglesi, che intervennero da Bordeaux, con le truppe del principe di Galles, Edoardo il Principe Nero, ed il suo alleato il re di Navarra, Carlo II il Malvagio, che gli permise il passaggio attraverso il regno di Navarra.

## La battaglia
Bertrand du Guesclin, alla guida della compagine francese, possedeva l'esperienza necessaria per superare il Principe Nero, avendolo già combattuto varie volte, e conosceva perfettamente il valore delle tattiche usate dal principe di Galles. Ma Enrico II di Castiglia rifiutò di ascoltare i consigli di Bertrand du Guesclin che consistevano nell'incalzare l'avversario, tendendogli delle trappole, poiché il nemico era abile in materia di strategia e di tattica militare. Per Enrico di Trastámara, la vittoria sarebbe dipesa solo da una battaglia campale, per cui il 3 aprile 1367, Enrico di Trastámara affrontò in battaglia gli inglesi. Alla battaglia presero parte anche il fratello del principe di Galles, il Giovanni Plantageneto, I duca di Lancaster, al comando dei 6 000 uomini della prima linea, e il re di Maiorca in esilio, Giacomo il Pretendente, che assieme al conte di Armagnac era al comando dei 6 000 uomini della terza linea, mentre Pietro I ed Edoardo, il principe nero, guidavano il resto delle truppe nella seconda linea. Il fronte opposto, con Bertrand du Guesclin, alla guida della prima linea, Enrico di Trastámara, col grosso delle sue forze in seconda linea, e una terza linea composta da 20 000 fanti spagnoli.
Il principe di galles ordinò di smontare da cavallo e combattere a piedi. Du Guesclin avanzò contro Giovanni Plantageneto, mentre gli arcieri inglesi cominciarono a colpire la fanteria spagnola, e dopo un violento corpo a corpo, la fanteria spagnola cominciò a vacillare e a ritirarsi.
L'esercito franco-castigliano fu facilmente sconfitto nella battaglia di Nájera, e Bertrand du Guesclin, che aveva con sé circa 2 000 uomini (quasi tutti feriti e circa un quarto, morti) trovandosi circondato, si arrese e fu catturato, mentre Enrico, che in un primo tempo era stato dato per morto, dovette fuggire e riparare in Francia.

## Conseguenze
Pietro I il Crudele riuscì ad avere il sopravvento sui rivoltosi e, verso la fine del 1367 aveva riconquistato buona parte del regno di Castiglia. Mentre Edoardo, che aveva delle mire sulla Castiglia, rendendosi conto di essere ammalato e dato che le sue truppe guasconi e navarrine erano state colte da dissenteria, dovette abbandonare la Castiglia, dando modo a Enrico, all'inizio del 1368, assistito da truppe francesi al comando di Bertrand du Guesclin (liberato dopo aver pagato un forte riscatto), di rientrare in Castiglia, attraverso il regno d'Aragona, loro alleato, riuscendo ad occupare la metà orientale del regno di Castiglia, conquistando la città di León, il 15 gennaio.